# Cyril Raffaelli
Cyril Raffaelli (nascido em 1 de Abril de 1974) é um traceur, artista marcial, ator e dublê da França. Utilizando taekwondo - WTF, karatê shotokan e wushu, Raffaelli vem aparecendo regularmente em filmes de Luc Besson, assim como David Belle, seu amigo pessoal.

## Filmografia
Raffaelli aparece atuando, como protagonista, dublê e em pequenas participações nos seguintes filmes:

### Filmes
| Ano  | Título original                             | Título em português                                          | Papel               | Observações |
| 1997 | Double Team                                 |                                                              |                     |             |
| 1997 | Ronin                                       |                                                              |                     |             |
| 1998 | RPM                                         |                                                              |                     |             |
| 1999 | Jeanne d'Arc                                | Joana D'arc de Luc Besson (br)/ Joana D'arc (Pt)             |                     |             |
| 2000 | Taxi 2                                      |                                                              | Instrutor de Karatê |             |
| 2001 | Mortal Transfer                             |                                                              | Ladrão              |             |
| 2001 | Kiss of the Dragon                          | O Beijo do Dragão (Br)                                       | Gemeos              |             |
| 2001 | Wasabi                                      | Wasabi (Br)                                                  |                     |             |
| 2001 | Yamakasi - Les samouraïs des temps modernes |                                                              |                     |             |
| 2002 | Le Transporteur                             | Carga Explosiva (Br/Pt)                                      |                     |             |
| 2002 | Astérix & Obélix: Mission Cléopâtre         | Asterix e Obelix - Missão Cleópatra (Br/Pt)                  |                     |             |
| 2003 | Michel Vaillant                             |                                                              |                     |             |
| 2004 | Banlieue 13                                 | 13º Distrito (Br/Pt)                                         | Damien Tomaso       |             |
| 2007 | Live Free or Die Hard                       | Duro de Matar 4.0 (Br) / Die Hard 4.0 - Viver ou Morrer (Pt) | Rand                |             |
| 2009 | Human Zoo                                   |                                                              | Detetive Dacae      |             |
| 2009 | Banlieue 13 - Ultimatum                     | 13º Distrito - Ultimato (Br)                                 | Damien Tomaso       |             |